# ジョゼ・アルタフィーニ
マゾーラことジョゼ・ジョアン・アルタフィーニ（José João Altafini、1938年7月24日 - ）は、ブラジル出身で後にイタリア国籍を取得したサッカー選手。セリエA史上4位タイの通算216ゴールを挙げたストライカー。

## クラブでの活躍
パルメイラスなどブラジルのクラブを経て、1958年にACミランへと移籍。9月21日にセリエAデビューを果たすと、10月5日のASバーリ戦で初ゴールを挙げた。1958-59シーズンは32試合28得点でリーグ優勝に貢献。1961-62シーズンにも33試合22得点で、再びACミランの優勝に貢献した。
1962-63シーズンのUEFAチャンピオンズカップでは、9試合で14ゴールの活躍でイタリア勢初のチャンピオンズカップ獲得の原動力となった。2-1で勝利した決勝のベンフィカ戦でも同点と逆転の2ゴールを挙げている。
1965年から1972年まではナポリに在籍。1972年コッパ・イタリア決勝では、前所属クラブのACミランに2-0で敗れた。
1973年に移籍したユヴェントスでは、1973年コッパ・イタリア決勝でまたしてもACミランに敗れる。しかしここでは1973-74および1974-75シーズンの2回のリーグ優勝を経験した。
1976年にユヴェントスを退団するまでに、アルタフィーニはセリエAで通算459試合に出場して216ゴールを挙げた。そのゴールの多くはキャリアの前半に挙げたものであり、初期の8シーズンでは134ゴールを挙げたが、後期の8シーズンでは53得点にとどまる。
イタリアから離れてスイスのキアッソとメンドリジョ・スターで4シーズンプレイした後、42歳で引退した。

## 代表での活躍
1960年代以前はナショナルチームについての厳密な規定がなく、複数国の代表チームに跨ってプレーする選手が多く存在した。ブラジル出身のアルタフィーニもその1人で、ブラジルとイタリアの2か国の代表選手としてFIFAワールドカップに出場した。
ブラジルでの彼は「マゾーラ」(Mazola) の愛称で呼ばれた。これはACトリノで活躍したイタリアの名FWヴァレンティーノ・マッツォーラ (Valentino Mazzola) に因んだものである。1958年W杯でブラジル代表として優勝を経験したが、大会の後半ではババにポジションを奪われて出場できなかった。
イタリア代表としては1961年10月15日のイスラエル戦でデビューして、この試合でゴールも挙げている。1962年W杯にも出場したがグループリーグで敗退した。

## 選手経歴
- 1954-1956  キンゼ・デ・ピラシカーバ
- 1956-1958  SEパルメイラス
- 1958-1965  ACミラン
- 1965-1972  SSCナポリ
- 1972-1976  ユヴェントスFC
- 1976-1979  FCキアッソ
- 1979-1980  メンドリジョ・スター

## 代表歴
- ブラジル代表 1957-1958
  - 1958年 ワールドカップスウェーデン大会 : 優勝 3試合2得点
- イタリア代表 1961-1962
  - 1962年 ワールドカップチリ大会 : グループリーグ敗退 2試合0得点